# Teptiivka, Bohuslav
Teptiivka (în ucraineană Тептіївка) este localitatea de reședință a comunei Teptiivka din raionul Bohuslav, regiunea Kiev, Ucraina.

## Demografie
Componența lingvistică a localității Teptiivka
     Ucraineană (97,68%)
     Rusă (2,32%)
Conform recensământului din 2001, majoritatea populației localității Teptiivka era vorbitoare de ucraineană (97,68%), existând în minoritate și vorbitori de rusă (2,32%).